# Dąbrowa (gmina Rusiec)
Dąbrowa – wieś w Polsce położona w województwie łódzkim, w powiecie bełchatowskim, w gminie Rusiec.
W latach 1975–1998 miejscowość położona była w województwie sieradzkim.